# Stiga

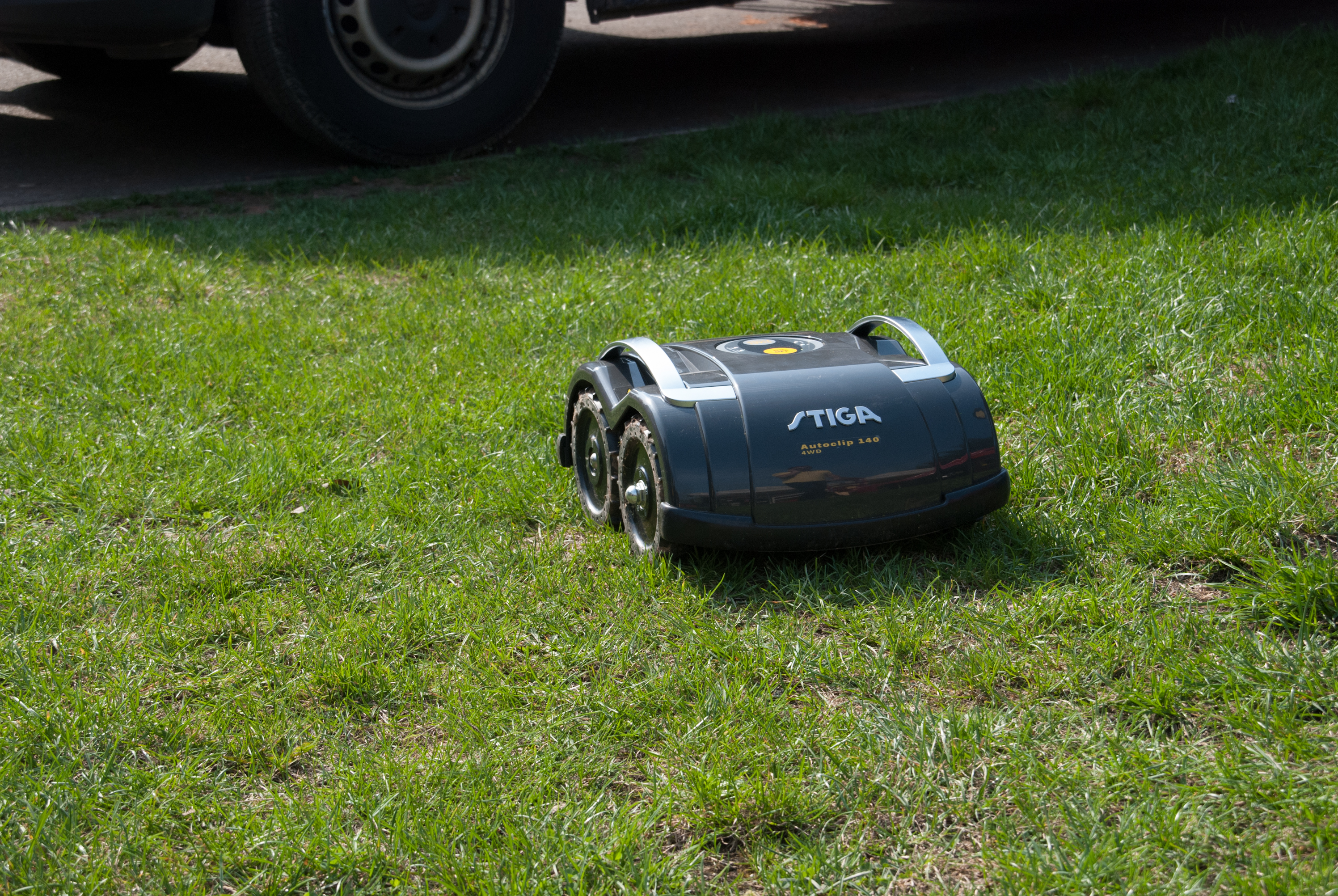
Robotgräsklippare av märket Stiga

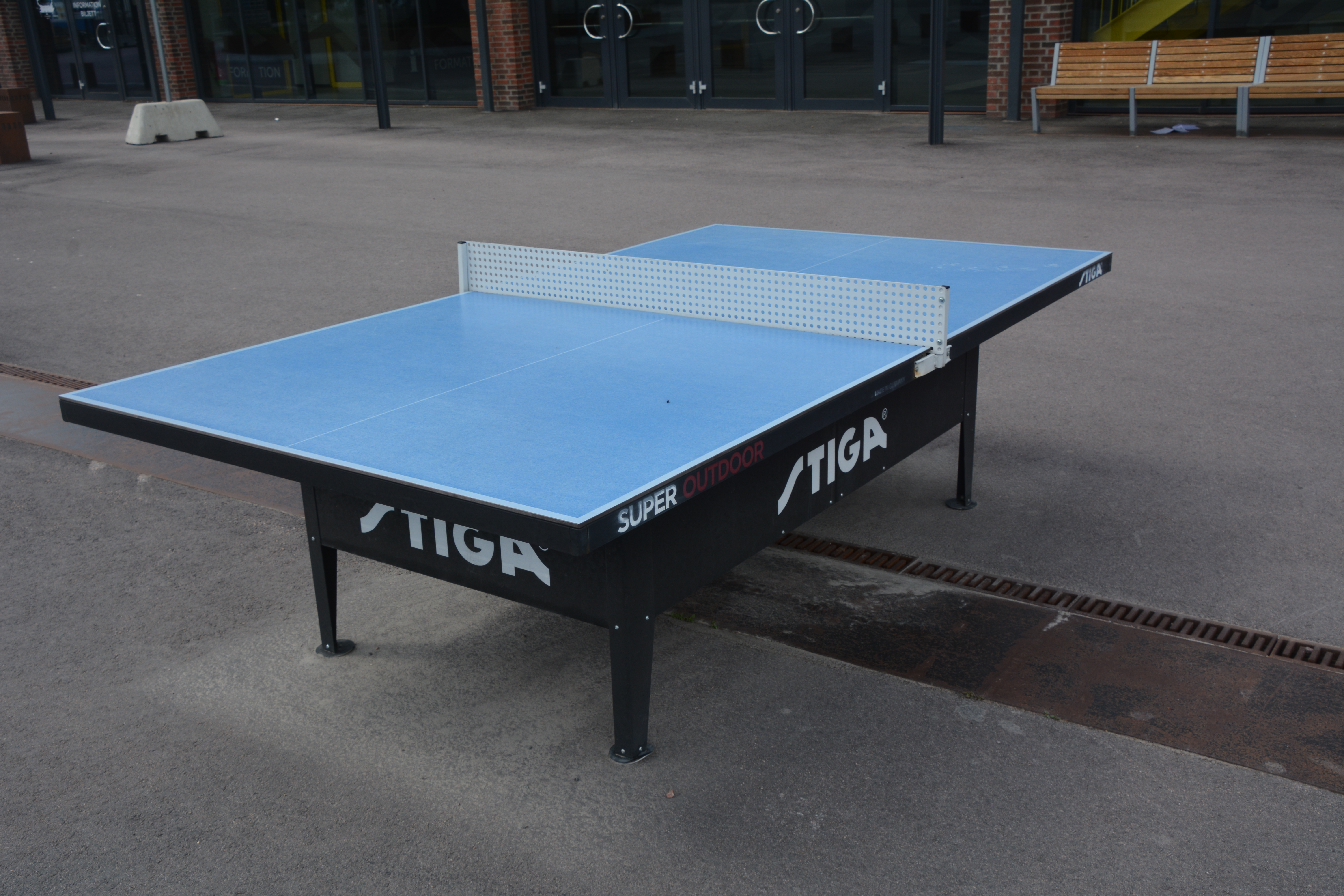
Stiga Outdoor bordtennisbord för utomhusbruk

Stiga är ett svenskt varumärke som är känt för gräsklippare, bordtennisprodukter, bordshockeyspel och Snowracer. Såväl lek- och sportprodukter som trädgårdsmaskiner går under namnet. 
1984 bröts Stiga Table Tennis ut ur företaget och 2006 även Stiga lek. De verkar fortfarande under samma varumärke men är två olika företag, Stiga Sports AB och Stiga Group (tidigare kallat GGP Group).

## Historia
Stiga startades 1934 som en import- och grossistfirma av Stig Hjelmquist i Tranås. Bolaget sålde campingprodukter och luftgevär. 1944 startade Stiga tillverkning av bordtennisprodukter. 1957 startade Stiga tillverkning av bordshockeyspel som blev en stor framgång. 1958 startade bolaget tillverkning av motorgräsklippare.
1972 lanserades den första Snowracern. 1974 byggdes en ny fabrik i Tranås. Denna var vid uppförandet Nordens största (29 000 m²) gräsklipparfabrik och invigdes av kung Carl XVI Gustaf. 1983 förvärvades Belos Tractor AB. 1984 såldes Stigas bordtennis-verksamhet till Bengt Bandstigen (Andersson) varpå företaget Sweden Table Tennis AB med Bandstigens existerande märke Banda bildades.

### Bordtennis

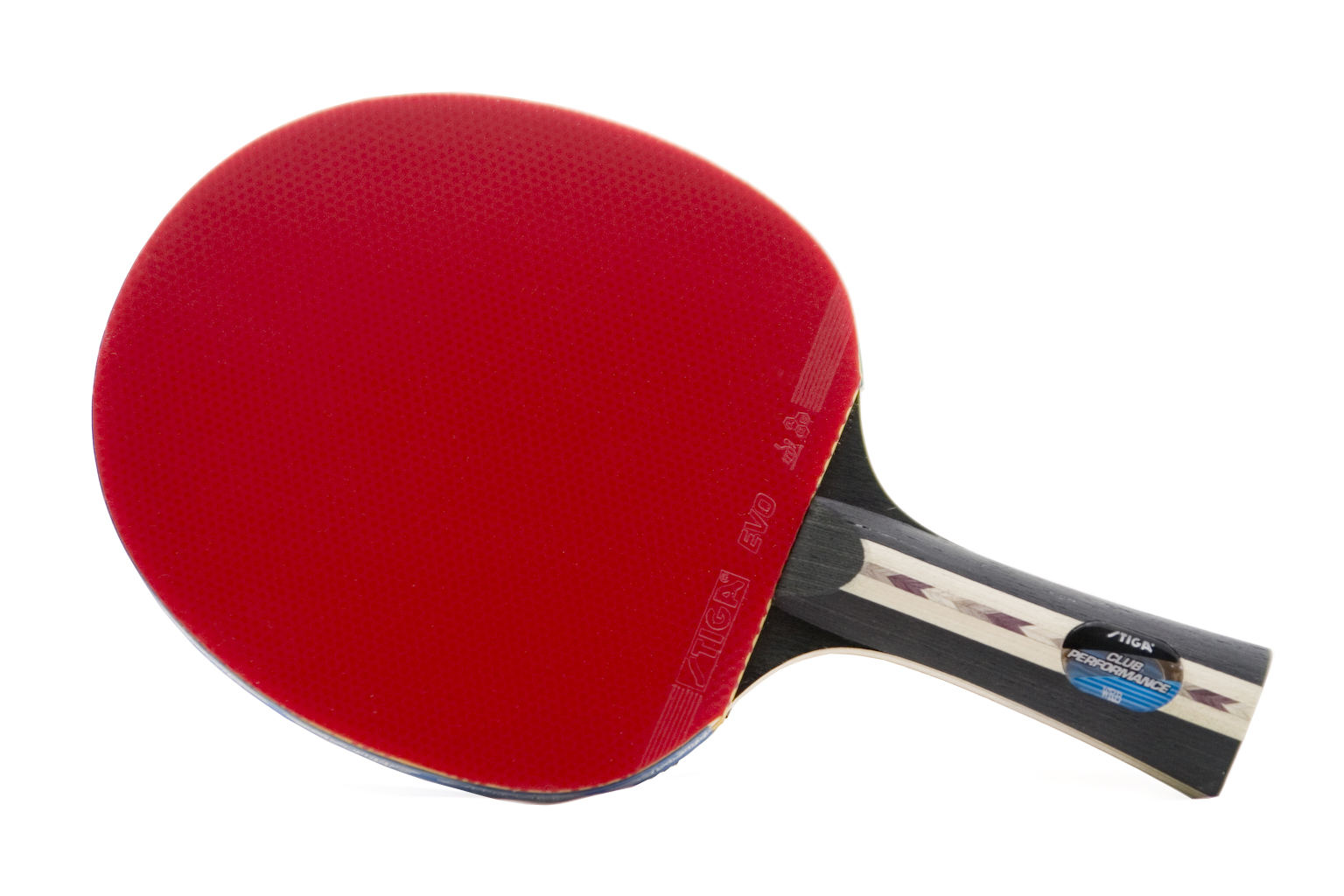
Stigaracket

Stiga startade sin tillverkning av bordtennisprodukter 1944 och blev snabbt ett välrenommerat bordtennismärke, mycket tack vare sponsring till stora spelare och sponsring av tävlingar världen över.  Några av de kändaste Stigaspelarna genom tiderna är Hans Alsér, Stellan Bengtsson, Kjell Johansson och Liu Guoliang. De sponsrar även flera pingislandslag, bland annat Sveriges och Kinas.

### Bordshockey

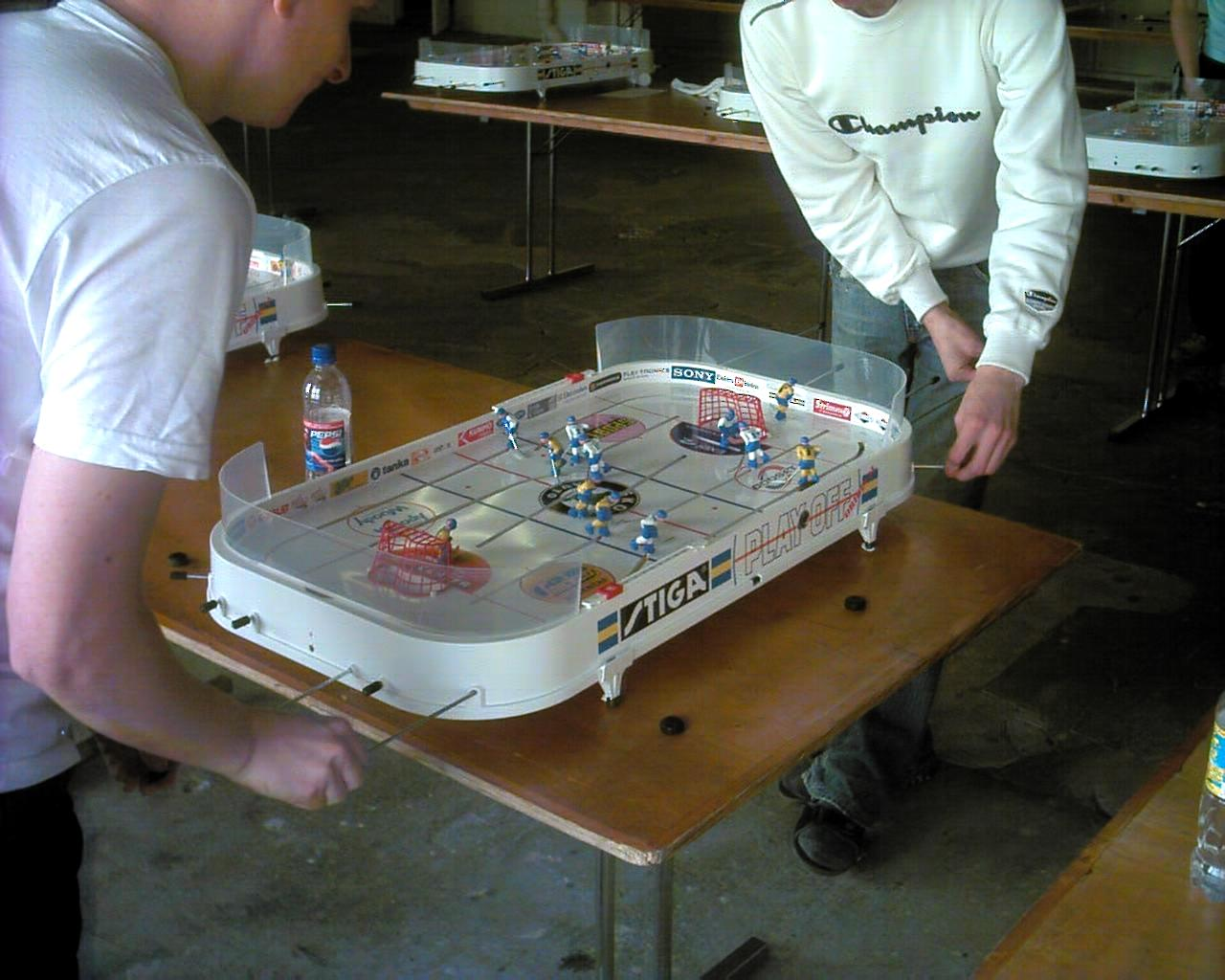
Stigas bordshockeyspel i plast.

1957 släpptes det första bordshockeyspelet, PRO Hockey. Från början gjordes spelet i trä med platta figurer men ändrades under 60-talet till att göras i plast med tredimensionella figurer. Idag finns hockeyspelet i flera olika utföranden. Utöver det klassiska hockeyspelet finns även High Speed, Stanley Cup och ett fotbollsspel. 1972 lanserades den första Snowracern och blev en succé direkt eftersom det var en unik produkt på vinterlekmarknaden.     

### Stiga Sports
1984 förvärvade Bengt Bandstigen Stiga Table Tennis från Stiga. Han ägde sedan tidigare företaget Banda som också tillverkade bordtennisprodukter. Företaget hette under 90-talet och fram till 2006 Sweden Table Tennis, men då även Stigas leksakstillverkning förvärvades 2006 bytte företaget namn till Stiga Sports AB. Stiga Sports ägs idag till 50% av familjen Bandstigen och 50% av Escalade Sports. Huvudkontoret och tillverkning av bordtennisstommar och pulkor ligger idag i Eskilstuna. Stiga Sports har även kontor i Norge, Finland, Danmark, Tyskland, Österrike, Frankrike och Kina.

### Global Garden Products
Stiga ingår sedan augusti 2000 i Global Garden Products-koncernen (GGP). Inom koncernen finns förutom varumärket Stiga även Castelgarden, Mountfield, Alpina och Belos. 2011 såldes Belos till Kärcher och utvecklingsbolaget Kärcher Belos AB bildades. Tillverkning av redskapsbärare flyttades till Obersontheim i Tyskland.
GGP-koncernen är den största europeiska tillverkaren av gräsklippare med en omsättning på cirka 5 miljarder kronor. Marketing & Sales Division Stiga Sverige har sitt huvudkontor i Tranås. Stiga Sverige marknadsför trädgårdsmaskiner och trädgårdsprodukter såsom gräsklippare och åkgräsklippare, robotgräsklippare, trimmers, häcksaxar, kompostkvarnar, jordfräsar och sågar.
Antalet anställda 2007 var cirka 320 personer i Tranås och 1 300 personer i hela koncernen. I december 2012 lämnade Italienska GGP beskedet att varsla 175 anställda. Tillverkningen av Stigas gräsklippare flyttades från Tranås i Sverige till Campigo i nordöstra Italien. 2015 är antalet anställda i Tranås cirka 50 personer inom försäljning och service.
År 2017 bytte GGP Group namn till Stiga.